# Tordoya
Tordoya (en gallego y oficialmente Tordoia) es un municipio de la comarca de Órdenes, en la provincia de La Coruña, Galicia, España.

## Geografía
El municipio de Tordoya tiene una extensión de 125 km cuadrados distribuidos en diez parroquias. A lo largo del último siglo no se ha experimentado ningún cambio, tanto en las zonas limítrofes como en sus divisiones parroquiales.
Tordoya posee una geografía amesetada, con una altitud que oscila entre los 400 y los 500 metros sobre el nivel del mar, con una leve oscilación hacia el Este, de modo que el nivel del mar en su zona oriental desciende hasta los 300 metros en las proximidades del río Lengüelle.
Los puntos más altos del municipio son el Monte Castelo (569 m) en la parte oriental, que hace de divisoria en las aguas del Jallas, y otras franjas elevadas como Pelados (497 m), Forca (530 m), Cian (471 m), Areosa (462 m) y Medorra (425 m).

## Geografía humana

### Demografía
Cuenta con una población de 3181 habitantes (INE 2024).
| Gráfica de evolución demográfica de Tordoia entre 1842 y 2021 |
| |
| Población de derecho según los censos de población del INE Población de hecho según los censos de población del INEEn estos censos se denominaba Tordoya: 1842, 1857, 1860, 1877, 1887, 1897, 1900, 1910, 1920, 1930, 1940, 1950, 1960, 1970, 1981 y 1991 |

| Evolución de la población de Tordoya - desde 1900 hasta 2022 -                                                                       |       |       |       |       |           |      |         |         |          |          |          |          |
| 1900 | 1930  | 1950  | 1981  | 2004  | 2007      | 2010 | 2011    | 2012    | 2013     | 2020     | 2021     | 2022     |
| 3.707 | 4.459 | 6.220 | 6.220 | 4.713 | sin datos |      | {{{8}}} | {{{9}}} | {{{10}}} | {{{11}}} | {{{12}}} | {{{13}}} |
| Fuentes: INE e IGE (Los criterios de registro censal variaron entre 1900 y 2011, y los datos del INE y del IGE pueden no coincidir.) |       |       |       |       |           |      |         |         |          |          |          |          |

## Parroquias
Parroquias que forman parte del municipio:
- Andoyo[5]
- Angeriz[5]
- Bardaos (Santa María).
- Cabaleiros (San Xulián).
- Castenda (Santa María).
- Gorgullos (Santa Eulalia).
- Leobalde (San Cristobo).
- Numide (Santiago).
- Tordoia (San Xoán).
- Villadabad[5]

## Monumentos
El lugar de mayor interés del municipio, dado su valor histórico y arqueológico, es el Dolmen de Cabaleiros. El Dolmen de Cabaleiros, también conocido como Casa da Moura, Casa dos Mouros o Couza do Cacheiro, es Monumento Histórico-Artístico desde 1975. Es un magnífico ejemplo de la arquitectura funeraria del neolítico en el noroeste peninsular. El túmulo tiene un diámetro aproximado de 30 m. y una altura de 2 m. La cámara funeraria está formada por ocho losas, de las cuales una es la de cubrición. Sería una cámara poligonal abierta con corredor diferenciado en planta y en alzado.